# 舒利亚夫卡共和国

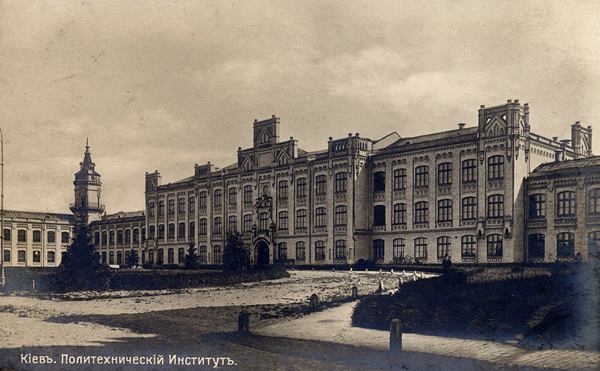
20世纪初期的明信片描绘了起义总部所在地基辅理工学院。

舒利亚夫卡共和国（烏克蘭語：Шулявська республіка）是1905年俄国革命时期由格雷特尔工厂和克里瓦内克公司（今比尔绍维克工厂）的工人以及基辅理工学院的学生在乌克兰基辅舒利亚夫卡街区（今舍甫琴科区）建立的起义政权，存在于1905年12月12日—16日。起义由基辅工人代表苏维埃发动。布尔什维克和孟什维克持续不断的冲突减缓了起义的进展。起义被俄国军队镇压后，舒利亚夫卡共和国瓦解。